# یواس‌اس نپتون (ای‌سی-۸)
یواس‌اس نپتون (ای‌سی-۸) (به انگلیسی: USS Neptune (AC-8)) یک کشتی بود. این کشتی در سال ۱۹۱۱ ساخته شد.